# Schwarzenbruck
Schwarzenbruck település Németországban, azon belül Bajorországban. Lakosainak száma 8572 fő (2023. december 31.).

## Népesség
A település népessége az elmúlt években az alábbi módon változott:
| Lakosok száma | 396  | 1680 | 6533 | 7800 | 8290 | 8285 | 8426 | 8456 | 8532 | 8572 |
|               | 1875 | 1950 | 1975 | 1987 | 2012 | 2014 | 2016 | 2017 | 2021 | 2023 |